# Esteban de Jesús
Esteban de Jesús (* 2. August 1951 in Carolina, Puerto Rico; † 11. Mai 1989 in San Juan, Puerto Rico) war ein puerto-ricanischer Boxer.

## Profikarriere
Der hart schlagende Konterboxer wurde 1969 im Federgewicht Profi und gewann seine ersten 25 Kämpfe, bevor er dem Venezolaner Antonio Gómez in dessen Heimat nach Punkten unterlag.
Am 17. November 1972 kam es im Leichtgewicht zum berühmtesten Kampf seiner Karriere, als er den in 31 Kämpfen ungeschlagenen panamaischen Weltmeister Roberto Durán im Madison Square Garden nach Punkten schlug, ihn in der ersten Runde sogar am Boden hatte. Durán gilt allgemein als bester Leichtgewichtler aller Zeiten, es war die einzige Niederlage während seiner Zeit im Leichtgewicht, auch wenn beide in diesem Kampf etwas über dem Gewichtslimit einwogen, da es um keinen Titel ging.
Noch im selben Jahr schlug De Jesús zweimal Ray Lampkin und wurde Nordamerikameister. 1974 besiegte er den panamaischen Ex-Weltmeister Alfonso „Peppermint“ Frazer vorzeitig, dann kam es am 16. März 1974 zum Rückkampf gegen Durán um den WBA-Titel, diesmal in Panama. Auch dieses Mal musste der bekannt gute Nehmer Durán nach dem Paradeschlag von De Jesús, dem linken Haken, in der ersten Runde wieder zu Boden, gewann diesmal aber noch durch K. o. in der elften Runde.
Im Mai 1975 unterlag De Jesús im Halbweltergewicht dem Kolumbianer Antonio Cervantes im Kampf um den WBA-Titel dieser Gewichtsklasse nach Punkten.
Bereits am 8. Mai 1976 bekam er seine nächste Titelchance und besiegte den Japaner Guts Ishimatsu, um sich den WBC-Titel im Leichtgewicht zu sichern. Den Titel verteidigte er anschließend drei Mal, stand aber immer deutlich im Schatten des WBA-Weltmeisters Durán. Am 21. Januar 1978 kam es zum Vereinigungskampf im dritten Duell gegen Durán, das dieser durch technischen K. o. in der zwölften Runde gewann.
Einen vierten und letzten Titelkampf bestritt er am 7. Juli 1980 gegen WBC-Titelträger im Halbmittelgewicht, Saoul Mamby. Nachdem er wiederum vorzeitig unterlag, beendete er seine Laufbahn.

## Sonstiges
De Jesús kam immer wieder mit dem Gesetz in Konflikt. Wegen Streitereien um Drogen tötete er einen Mann und wurde dafür zu einer lebenslangen Haftstrafe verurteilt. Im Gefängnis wurde er von seinem alten Nemesis Durán besucht. Als bekannt wurde, dass er an Aids erkrankt war, wurde er begnadigt und verstarb daran kurze Zeit später.